# Garganta la Olla
Garganta la Olla est une commune de la province de Cáceres dans la communauté autonome d'Estrémadure en Espagne.